# دونگا شوشایا
دونگا شوشایا (به صربی: Donja Šušaja) یک منطقهٔ مسکونی در صربستان است که در پریچو واقع شده‌است. دونگا شوشایا ۱٫۰۱ کیلومتر مربع مساحت و ۳۴۲ نفر جمعیت دارد.